# Ànec raja
L'Ànec raja (Tadorna radjah) és un ocell aquàtic de la família dels anàtids (Anatidae). Situat al gènere Tadorna, les seves diferències morfològiques i els resultats obtinguts en l'estudi de la seqüència del citocrom b de l'ADNmt (Sraml et al. 1996) van fer pensar que calia replantejar-se la seva classificació. Alguns autors recentment l'han ubicat al gènere monotípic Radjah (Reichenbach, 1852).

## Morfologia
- Fa 51 -61 cm de llargària. Aspecte d'oca, sense dimorfisme sexual aparent.
- Cap, coll i pit blancs, amb el dors i la cua negres, a més d'un distintiu collaret.
- Bec i potes color rosa.[2]

## Hàbitat i distribució
Principalment aigües salobres, boscos de manglars i pantans costaners, però se'l pot trobar també en aiguamolls d'aigua dolça, llacunes i estanys terra endins durant l'estació humida, a les Moluques, Nova Guinea i illes properes i part d'Austràlia, principalment la costa tropical del nord, des del centre fins al nord de Queensland, Territori del Nord i Austràlia Occidental.
Utilitzat com ocell ornamental a l'Europa occidental, es poden albirar exemplars fugits del captiveri.

## Comportament
Forma parelles de llarga durada i es poden observar en parells solitaris o petites bandades. Durant la temporada de pluges els mascles generalment es tornen molt irritables, i s'han observat atacs entre membres de la mateixa espècie.

## Alimentació
Principalment mengen mol·luscs, insectes, tiges de joncs i algues.

## Reproducció
Durant els mesos de gener i febrer les parelles cerquen un lloc on criar. Nien a prop de la seva font d'aliment, sovint en forats als arbres. No aporten materials per fer el niu a excepció d'algunes plomes pròpies. Ponen entre maig i juny, depenent de la duració de l'estació humida, 6 – 12 ous que coven durant uns 30 dies.

## Llista de subespècies
Se n'han descrit dues subespècies:
- Tadorna radjah radjah (Lesson) 1828. Moluques i Nova Guinea.
- Tadorna radjah rufitergum Hartert 1905. Nord d'Austràlia.